# Lista över världsrekord i friidrott satta 2002
Det här är en lista över världsrekord i friidrott satta 2002.

## Inomhus
| Idrottare          | Land      | Gren             | Rekord  | Tävling                  | Plats     | Datum            | Gällde till      |
| ------------------ | --------- | ---------------- | ------- | ------------------------ | --------- | ---------------- | ---------------- |
| Berhane Adere      | Etiopien  | 3 000 m kvinnor  | 8.29,15 | Sparkassen Cup           | Stuttgart | 3 februari 2002  | 17 februari 2006 |
| Svetlana Feofanova | Ryssland  | Stavhopp kvinnor | 4,71    | Sparkassen Cup           | Stuttgart | 3 februari 2002  | 6 februari 2002  |
| Svetlana Feofanova | Ryssland  | Stavhopp kvinnor | 4,72    | GE-galan                 | Stockholm | 6 februari 2002  | 10 februari 2002 |
| Svetlana Feofanova | Ryssland  | Stavhopp kvinnor | 4,73    | Flanders Indoor          | Gent      | 10 februari 2002 | 24 februari 2002 |
| Svetlana Feofanova | Ryssland  | Stavhopp kvinnor | 4,74    | Meeting du Pas-de-Calais | Liévin    | 24 februari 2002 | 3 mars 2002      |
| Svetlana Feofanova | Ryssland  | Stavhopp kvinnor | 4,75    | Inomhus-EM               | Wien      | 3 mars 2002      | 2 februari 2003  |
| Jolanda Ceplak     | Slovenien | 800 m kvinnor    | 1.55,82 | Inomhus-EM               | Wien      | 3 mars 2002      | gäller 2022      |

## Utomhus
| Idrottare          | Land     | Gren                        | Rekord    | Tävling                | Plats         | Datum             | Gällde till            |
| ------------------ | -------- | --------------------------- | --------- | ---------------------- | ------------- | ----------------- | ---------------------- |
| Justyna Bak        | Polen    | 3000 m hinder kvinnor       | 9.22,29   | Notturna di Milano     | Milano        | 5 juni 2002       | 12 juni 2002           |
| Asmae Leghzaoui    | Marocko  | 10 km kvinnor (omixat lopp) | 30:29     | New York Mini 10K      | New York      | 8 juni 2002       | 12 september 2021      |
| Alesia Turava      | Belarus  | 3000 m hinder kvinnor       | 9.21,72   | Zlatá tretra           | Ostrava       | 12 juni 2002      | 27 juli 2002           |
| Gillian O’Sullivan | Irland   | 5 000 m gång kvinnor        | 20.02,60  | Irländska mästerskapen | Dublin        | 13 juli 2002      | 1 januari 2004         |
| Alesia Turava      | Belarus  | 3000 m hinder kvinnor       | 9.16,51   |                        | Gdansk        | 27 juli 2002      | 10 augusti 2003        |
| Tim Montgomery     | USA      | 100 m män                   | 9,78      | IAAF Grand Prix Final  | Paris         | 14 september 2002 | Struket p.g.a. doping. |
| Tegla Loroupe      | Kenya    | 25 000 m kvinnor            | 1:27.05,9 |                        | Mengerkirchen | 21 september 2002 | 1 november 2019        |
| Haile Gebrselassie | Etiopien | 10 km män                   | 27.02     | Doha 10 km             | Doha          | 13 december 2002  | 29 mars 2009           |

Montgomerys världsrekord på 100 m godkändes först, men ströks senare på grund av dopingbrott.

## U20-rekord
| Idrottare                                                     | Land     | Gren                  | Rekord  | Tävling                      | Plats       | Datum           | Gällde till     |
| ------------------------------------------------------------- | -------- | --------------------- | ------- | ---------------------------- | ----------- | --------------- | --------------- |
| Lashinda Demus                                                | USA      | 400 m häck flickor    | 54.85   | NCAA Championships           | Baton Rouge | 31 maj 2002     | 19 juli 2002    |
| Edis Elkasević                                                | Kroatien | Kulstötning pojkar    | 21,96   | Kroatiska juniormästerskapen | Zagreb      | 20 juni 2002    | 14 juli 2009    |
| Liu Xiang                                                     | Kina     | 110 m häck pojkar     | 13,12   | Athletissima                 | Lausanne    | 2 juli 2002     | gäller 2022     |
| Wu Tao                                                        | Kina     | Diskuskastning pojkar | 64,51   | Junior-VM                    | Kingston    | 18 juli 2002    | 7 november 2003 |
| Cornelius Chirchir                                            | Kenya    | 1 500 m pojkar        | 3.30,24 | Herculis                     | Monaco      | 19 juli 2002    | 18 juli 2014    |
| Lashinda Demus                                                | USA      | 400 m häck flickor    | 54,70   | Junior-VM                    | Kingston    | 19 juli 2002    | 21 oktober 2005 |
| Carolina Klüft                                                | Sverige  | Sjukamp flickor       | 6 470   | Junior-VM                    | Kingston    | 20 juli 2002    | 10 augusti 2002 |
| USA: Ashton Collins, Wes Felix, Ivory Williams, Willie Hordge | USA      | 4x100 m pojkar        | 38,92   | Junior-VM                    | Kingston    | 21 juli 2002    | 18 juli 2004    |
| Carolina Klüft                                                | Sverige  | Sjukamp flickor       | 6 542   | Europamästerskapen           | München     | 10 augusti 2002 | gäller 2022     |

## U20-inomhusrekord
Vid sin kongress 2011 beslutade IAAF att införa inomhusvärldsrekord för juniorer. De nya reglerna började gälla 1 november 2011. I samband med det publicerades en lista över tidigare prestationer som godkändes som de första rekorden.
| Idrottare      | Land    | Gren            | Rekord | Tävling    | Plats | Datum       | Gällde till     |
| -------------- | ------- | --------------- | ------ | ---------- | ----- | ----------- | --------------- |
| Carolina Klüft | Sverige | Femkamp flickor | 4 535  | Inomhus-EM | Wien  | 1 mars 2002 | 4 februari 2017 |